# Lourdes Prados Torreira
Lourdes Prados Torreira (Madrid, 1958) es arqueóloga y catedrática de Arqueología en el Departamento de Prehistoria y Arqueología de la Universidad Autónoma de Madrid. 

## Trayectoria
Licenciada en Filosofía y Letras por la Universidad Autónoma de Madrid (1980), fue becaria predoctoral en la Universidad de Alcalá, donde se doctoró en 1987, con la tesis doctoral titulada  Los exvotos ibéricos de bronce. En 1988, consigue una beca postdoctoral en España, del Consejo Superior de Investigaciones Científicas que desarrolla, durante dos años en el Instituto de Prehistoria, al tiempo que fue profesora asociada en el Departamento de Prehistoria de la Universidad Complutense de Madrid. 
Posteriormente obtuvo una nueva beca postdoctoral del CSIC en el extranjero, que desarrolló en la Universidad de Tufts (Massachusetts, EE. UU.), donde organizó, junto con M.S.  Balmuth, el primer congreso sobre Arqueología Española en Estados Unidos (1991). A su regreso a España se vincula de nuevo a la Universidad Autónoma de Madrid, primero como profesora Ayudante (1991-1995) y, posteriormente, como profesora Asociada (1995-2000). En el año 2000 aprueba la oposición de Profesora Titular de Universidad en el Área de Arqueología adscrita a la Universidad Autónoma de Madrid y desde el año 2011 es acreditada por la ANECA para el cuerpo de Catedráticos/as de Universidad. 
Ha detentado cargos de gestión universitaria, como la Subdirección del Departamento de Prehistoria y Arqueología o el Vicedecanato de Investigación de la Facultad de Filosofía y Letras de esta misma Universidad (2010-2016).  Es miembro del IUEM (Instituto Universitario de Estudios de la Mujer)  y del Grupo de Investigación Feminismo y Género de la UAM, así como de la red europea  “Archaeology and Gender in Europe” (AGE),  desde su fundación (2008).

## Líneas de investigación
Su trayectoria arqueológica se inicia con las investigaciones en la Cultura Talayótica de la isla de Menorca, donde excavó durante varias campañas bajo la dirección de M. Fernández-Miranda. Posteriormente se vincula al estudio de la Cultura Ibérica, concretamente de la toréutica, campo en el que ha centrado gran parte de sus investigaciones, convirtiéndose en una de las destacadas especialistas en el tema. Su publicación de 1992, Exvotos ibéricos de bronce del Museo Arqueológico Nacional, es un referente en el estudio de la imagen en bronce, por ser un complejo trabajo de relectura, con el que se potencia nuevas coordenadas de análisis centradas en la construcción de la imagen de la sociedad ibera.
Sin embargo, lejos de ser una científica acotada a una especialización, ha ido abriendo sus intereses al ámbito del análisis de la ritualidad y espacios sagrados, avalada con distintas publicaciones que se centran en aspectos diversos del análisis de la religiosidad ibera. Asimismo, es una investigadora que ha potenciado ampliamente la aplicación teórica y metodológica de la Arqueología Feminista en los estudios sobre la protohistoria de Iberia. Sus trabajos se han centrado en el estudio de las mujeres iberas desde perspectivas diversas, en los que muestra un especial interés por comprender el papel social y ritual de la mujer y de la infancia en las prácticas religiosas.
En los últimos años su interés se ha orientado también a incluir la perspectiva de género en los museos arqueológicos, con diversas publicaciones en este campo. En este marco se inscriben las direcciones de proyectos de investigación, como “La Imagen de la Mujer en el Mundo Ibérico” (2001-2004), “Arqueología y Género. Mujer y espacio sagrado. Haciendo visibles a las mujeres en los lugares de culto de época ibérica” (2006-2009), “La discriminación de la mujer: los orígenes del problema. La función social y educativa de los Museos Arqueológicos en la lucha contra la violencia de género” (2013-2015) o “Estrategias compartidas en formación del Patrimonio Cultural UAM/INAH México” (2015-2016), en el marco del cual ha desarrollado interesantes análisis de encuentro entre culturas diferentes, en el que se integra la exposición Enfrentándose a la vida. También ha sido directora, junto a Clara López Ruiz, de las Jornadas Internacionales de Arqueología y Género en la UAM, en dos de sus ediciones: “Arqueología del Género” y “La Arqueología funeraria desde una perspectiva de Género”.